# Great Whittington
Great Whittington – wieś w Anglii, w hrabstwie Northumberland, w civil parish Whittington. Leży 26 km na zachód od miasta Newcastle upon Tyne i 411 km na północ od Londynu. W 1951 roku civil parish liczyła 158 mieszkańców.